# Галатея (супутник)
Галате́я (англ. Galatea, дав.-гр. Γαλατεία) — внутрішній супутник планети Нептун. Названо ім'ям однієї з нереїд грецької міфології. Також позначається як Нептун VI.

## Історія відкриття
Галатею було відкрито наприкінці липня 1989 року за знімками, зробленими апаратом «Вояджер-2». Про відкриття було оголошено 2 серпня 1989 року, також було повідомлено про 10 зображень, отриманих протягом 5 днів, таким чином, відкриття відбулося незадовго до 28 липня 1989 року. Супутник отримав тимчасове позначення S/1989 N4. Власну назву було надано 16 вересня 1991 року.

## Характеристики
Галатея має неправильну (несферичну) форму. Ніяких слідів геологічної активності не виявлено. Ймовірно, Галатея, як й інші супутники на орбітах нижче Тритона, сформувалася з уламків раніше існуючих супутників Нептуна, зруйнованих у результаті зіткнень, викликаних збуреннями від Тритона після його захоплення Нептуном на початкову орбіту.
Галатея обертається нижче синхронної навколонептунової орбіти, унаслідок чого орбіта цього супутника поступово знижується через дії припливних сил. Із часом її може бути поглинено Нептуном[джерело?] або зруйновано через припливне розтягування з утворенням кільця у разі досягнення межі Роша.
Імовірно, Галатея є супутником-пастухом на внутрішньому краї кільця Адамс, розташованого за 1000 км від її орбіти. Орбітальний резонанс 42:43 із Галатеєю вважається найвірогіднішою причиною унікальної форми цього кільця у вигляді опуклих дуг. Оцінку маси Галатеї зроблено на основі радіальних збурень, що викликаються нею у кільці.